# Абу-Кир

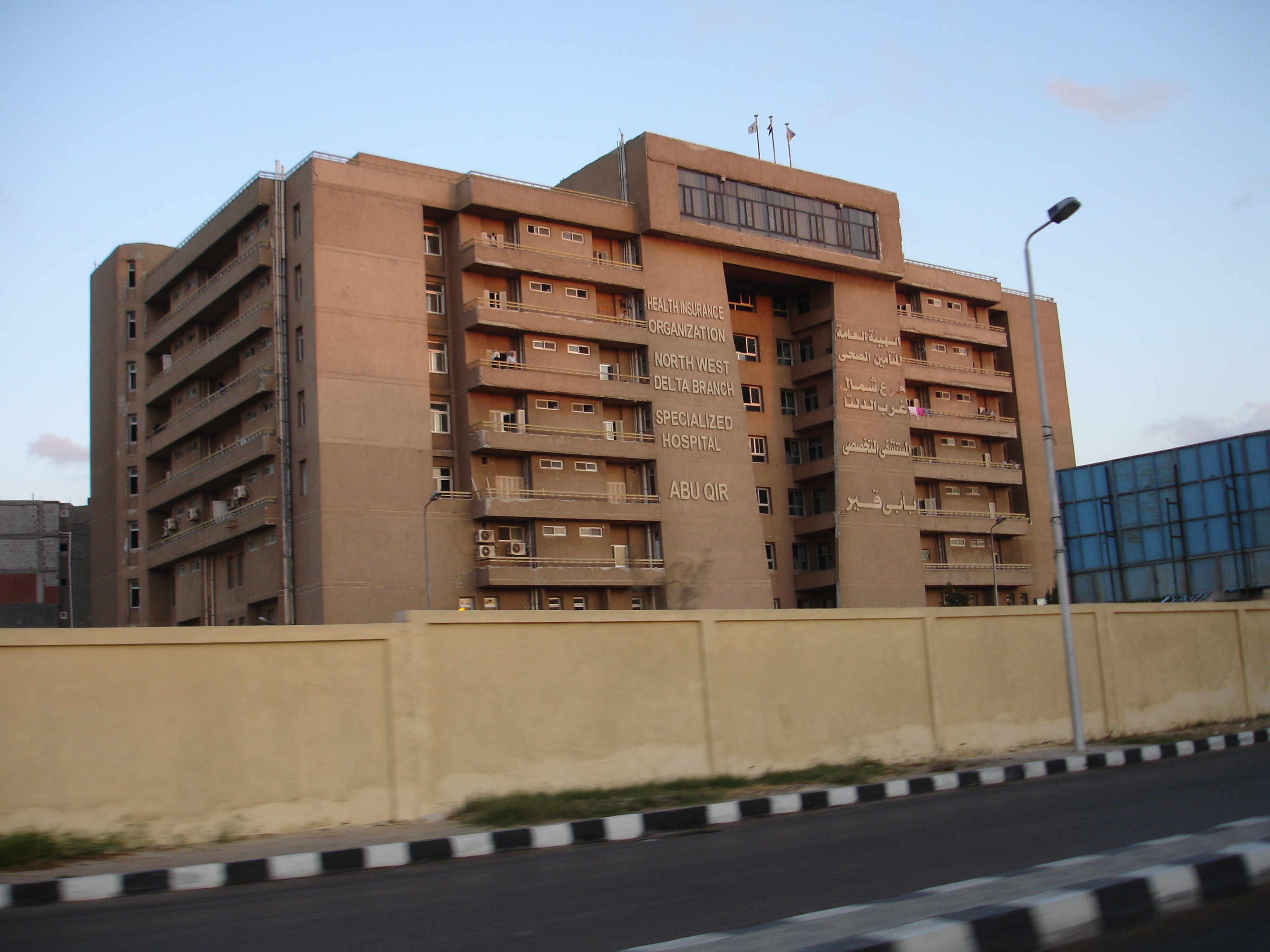
Специализированная больница в Абу-Кире

А́бу-Кир (араб. أبو قير‎, Abū Qīr — «отец Кир») — небольшой египетский город, восточный пригород Александрии, на месте древнего Канопуса, в Нижнем Египте на берегу Средиземного моря, в 23 км к северо-востоку от Александрии, с портовой гаванью, окружённою утёсами, перед которой находится довольно широкий, но мелкий рейд.
Назван в честь Кира Александрийского, святого из Александрии, замученного в тех краях в 311 году. В городе находится форт, который Мухаммед Али Египетский превратил в тюрьму.

## История
В своей истории примечателен тремя сражениями:
- в первом английский адмирал Нельсон в 1798 году уничтожил французский флот, отрезав Наполеону с войском обратный путь в отечество и не потеряв в этом сражении ни одного судна. Сражение это дало англичанам господство над Средиземным морем;
- второе сражение происходило в 1799 году между французской и турецкой армиями. После Сирийского похода турецкое войско в 18 тыс. чел. высадилось под предводительством Саид Мустафы-Паши при Абукире, но после кровопролитного боя было наголову разбито Бонапартом. 2 августа того же года пал Абукирский форт и вновь достался французам;
- в 1801 году около Абукира высадился генерал Эберкромби с 17 тыс. англичан и выгнал французов из форта; затем последовали сражения при Александрии и Рамани, проигранные французами и заставившие их покинуть Египет[5].